# Fundacja Polska Debatuje
Fundacja Polska Debatuje – polska organizacja pozarządowa o statusie fundacji. Założona w 2012 roku, zrzeszona w International Debate Education Association. Zajmuje się promowaniem debat i organizacją warsztatów z wystąpień publicznych.
Fundacja Polska Debatuje współorganizuje ogólnopolskie i międzynarodowe projekty. Zajmuje się też realizacją własnych wydarzeń: organizuje warsztaty dla różnych grup odbiorców, prowadzi szkolenia, monitoruje funkcjonowanie innych podmiotów debatanckich w Polsce. Jej głównymi celami jest propagowanie debat jako narzędzia edukacyjnego, konsolidowanie polskiego środowiska debat oraz kształtowanie postaw obywatelskich wśród społeczeństwa, zwłaszcza młodzieży.
W ramach swojej działalności Fundacja współpracuje z instytucjami z kraju i zagranicy. Jest członkiem International Debate Education Association, a w Polsce aktywnie działa w porozumieniu z uniwersyteckimi Klubami Debat z Krakowa, Poznania, Warszawy, Gdańska oraz Lublina, z którymi współorganizuje turnieje w ramach Polskiej Ligi Debat. Od 2018 roku Fundacja koordynuje mistrzostwa Polish Schools Debating Championship, które zostały wsparte przez Ministerstwo Edukacji i Nauki.

## Historia Fundacji
Fundacja została założona i zarejestrowana w 2012 roku. Na początku swojego istnienia zaangażowana była w tworzenie nowych Klubów Debat, współpracujących z największymi polskimi uczelniami publicznymi, oraz prowadzenie warsztatów z debat w formacie British Parliamentary. Działania te miały na celu promocję debat jako narzędzia edukacyjnego wśród uczniów i studentów. Następnie Fundacja przystąpiła do organizacji warsztatów dla instytucji publicznych oraz prywatnych.
Decyzją Europejskiej Rady Debat, Fundacja zorganizowała w Warszawie Mistrzostwa Europy Debat 2016 (European Universities Debating Championship). W latach 2018–2023 nastąpił rozwój działalności Fundacji, która zaangażowała się w organizację kolejnych turniejów, koordynację projektów międzynarodowych oraz wymiany międzynarodowe, możliwe dzięki dołączeniu do International Debate Education Association. Wzrost rozpoznawalności Fundacji pozwolił na angaż w programy partnerskie, mające na celu poprawę debaty publicznej oraz stan społeczeństwa obywatelskiego.
W 2022 roku Fundacja współorganizowała Mistrzostwa Polski Debat Parlamentarnych, a koordynowany przez nią projekt Polish School Debating Championship został wsparty przez Ministerstwo Edukacji i Nauki. Dzięki dofinansowaniu Reprezentacja Polski, przygotowywana przez trenerów współpracujących z Fundacją Polska Debatuje, ma wziąć udział w Mistrzostwach Świata Debat 2023 (World Schools Debating Championships) w Wietnamie.

## Zadania Fundacji
Do priorytetowych zadań Fundacji należy:
- propagowanie debat i rozważania problemów poprzez merytoryczną dyskusję

Fundacja wspiera inicjatywy służące promocji debat, organizując warsztaty dla uczniów, studentów, członków organizacji młodzieżowych oraz podmiotów publicznych i prywatnych, a także koordynując turnieje debat.
- konsolidacja i integracja polskiego środowiska debat

Fundacja współpracuje z Klubami Debat oraz organizuje coroczną Polską Radę Debat, podczas której omawiane są bieżące projekty i problemy dotyczące polskiego środowiska debat.
- propagowanie, szczególnie wśród młodzieży, idei otwartego społeczeństwa obywatelskiego

Fundacja dąży do promocji pozytywnych wartości i postaw związanych ze świadomym funkcjonowaniem w społeczeństwie, nastawionym na poszanowanie wszystkich grup społecznych, opartym na kulturalnej i merytorycznej dyskusji.
- promowanie kultury języka polskiego, upowszechnianie retoryki i sztuki wystąpień publicznych

Fundacja organizuje warsztaty z wystąpień publicznych dla różnych grup społecznych, niezależnie od wieku czy przynależności instytucjonalnej lub jej braku.

## Projekty prowadzone przez Fundację
- Szkoła Debatuje – projekt skierowany do uczniów szkół średnich, oparty na organizacji serii ogólnopolskich turniejów debat w formacie British Parliamentary.
- Warsaw Junior Debate Cup – turniej zapoczątkowany w 2019 roku, skierowany do uczniów klas 6–8, odbywający się w języku angielskim w formacie Schools.
- Muzealna Liga Debatancka – projekt organizowany wraz z Muzeum Narodowym w Warszawie, oparty na debatach dotyczących tematów kulturalnych.
- Podlaska Liga Debat o Ekonomii Społecznej – projekt organizowany na zlecenie Regionalnego Ośrodka Polityki Społecznej w Białymstoku, skierowany do uczniów podlaskich szkół średnich.
- Ogólnopolski Turniej Debat Szkół Podstawowych – coroczne wydarzenie, skierowane do uczniów klas 7–8, oparte na turnieju debat w formacie Schools.
- Szkoła z Debatą – inicjatywa przeznaczona dla nauczycieli pracujących w szkołach średnich, prowadzących szkolne koła debat, w ramach której prowadzone są warsztaty dotyczące wykorzystania debat jako narzędzia edukacyjnego podczas lekcji.
- Debaty dla seniorów – warsztaty dla osób w wieku emerytalnym, realizowane ze środków programu Seniorzy w Akcji Polsko-Amerykańskiej Fundacji Wolności organizowanego przez Towarzystwo Inicjatyw Twórczych[6].
- Polish Schools Debating Championship – coroczne mistrzostwa, odbywające się w języku angielskim w formacie Schools, podczas których wyłaniani są nowi członkowie Reprezentacji Polski.
- Polska Liga Debat – seria ogólnopolskich turniejów w formacie British Parliamentary, współorganizowanych we współpracy z Klubami Debat.
- Mistrzostwa Polski Debat Parlamentarnych – coroczne 3-dniowe mistrzostwa, podczas których wyłaniana jest najlepsza drużyna w kategorii Open oraz w kategorii Novice.
- Nic o Nas – projekt skierowany do uczniów szkół średnich i organizacji młodzieżowych, zlecony przez Fundację Stocznia i dofinansowany w ramach tzw. Funduszy Norweskich.
- New Global Learning – międzynarodowy projekt realizowany we współpracy z Fundacją Rozwoju w ramach programu Erasmus+, polegający na wytworzeniu materiałów edukacyjnych.

## Władze Fundacji
W ramach Fundacji funkcjonuje Rada. Do jej głównych zadań należą:
- nadzór nad działalnością Fundacji
- wytyczanie głównych kierunków działań
- przyjmowanie corocznych sprawozdań.

W jej skład wchodzą Marcin Kolago oraz Bartłomiej Ziemowit Brach.
Pieczę nad Fundacją sprawuje również Zarząd, który zajmuje się bieżącymi sprawami oraz pełną koordynacją projektów. W jego skład wchodzą: prezes Hanna Róża Szeremeti oraz wiceprezes Paweł Sieprawski.